# Laba
Die Laba (russisch Лаба) ist der bedeutendste Nebenfluss des Kuban im nördlichen Kaukasus.
Sie entsteht aus dem Zusammenfluss der Großen Laba (Большая Лаба) und der Kleinen Laba (Малая Лаба). Die Laba durchfließt die Republiken Karatschai-Tscherkessien und Adygeja sowie die Region Krasnodar und mündet nach insgesamt 347 km bei Ust-Labinsk von links in den Kuban. Wichtige Nebenflüsse der Laba sind Chods und Fars (beide von links) sowie Tschamlyk von rechts.
Früher zog sich an der Laba die durch Befestigungen und Kosakenstanizen gebildete Labalinie hin.